# Chambre des conseillers (Japon)
Pour les autres articles nationaux ou selon les autres juridictions, voir Chambre des conseillers.
218e session de la Diète nationale
Chambre des pairs
Bâtiment de la Diète nationale
La Chambre des conseillers (参議院, Sangi-in) est la chambre haute de la Diète du Japon. Elle détient le pouvoir législatif concurremment avec la Chambre des représentants, bien que, en cas de désaccord, cette dernière ait le dernier mot si elle confirme son premier choix à la majorité des deux tiers de ses membres pour tout projet ou proposition de loi ou à la majorité simple pour l'adoption du budget ou la ratification d'un traité.

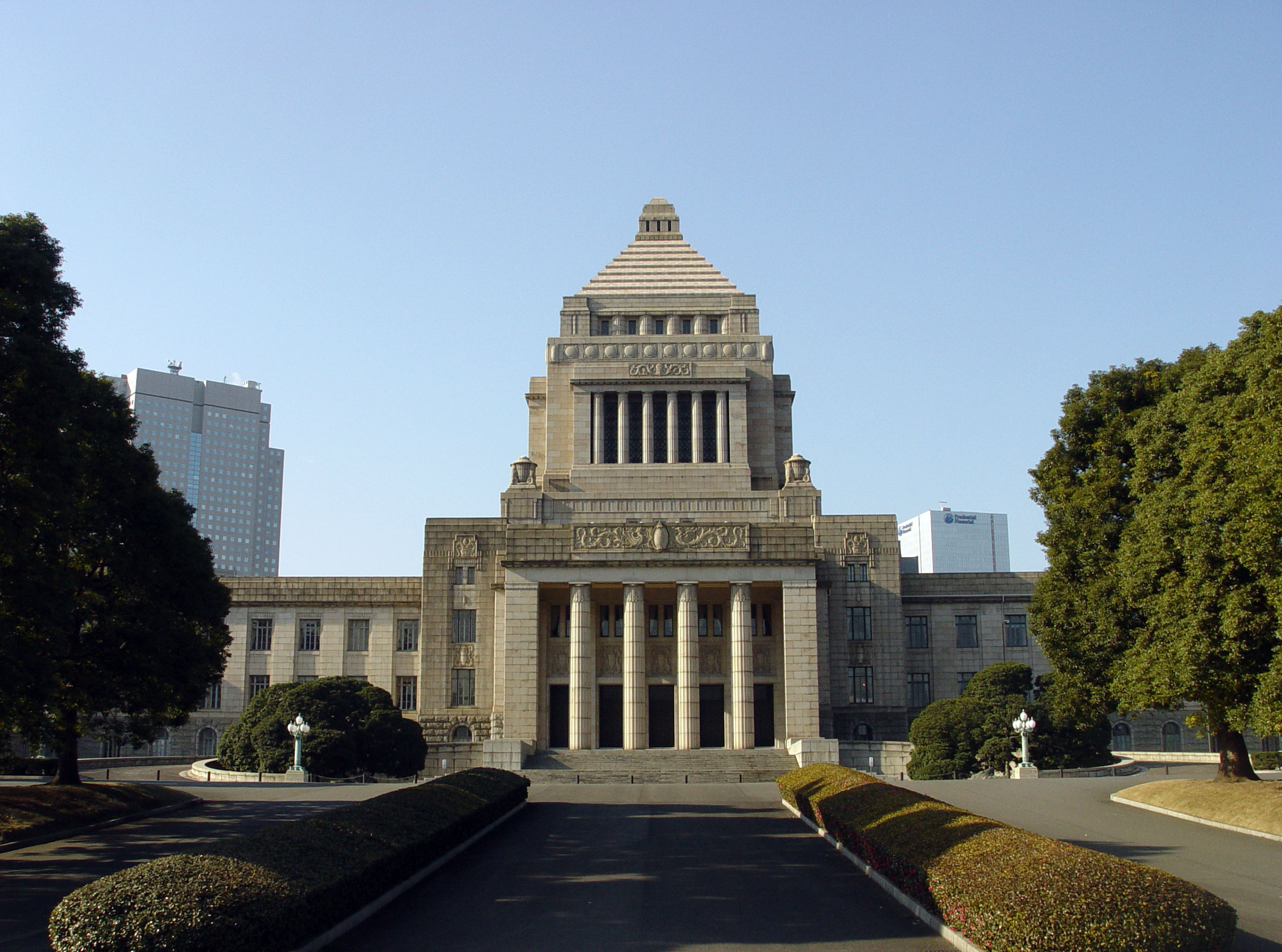
Bâtiment de la Diète à Tokyo.

Elle est créée par la constitution japonaise de 1947, remplaçant alors la Chambre des pairs, chambre haute de la Diète de l'empire du Japon sous la constitution Meiji de 1889.
Elle est composée de 248 membres, appelés « conseillers » (参議員, Sangi'in) ou parfois « sénateurs », élus pour six ans, renouvelables par moitié tous les trois ans, au suffrage universel direct selon deux modes de scrutin. 148 conseillers — environ trois cinquièmes de l'assemblée — sont élus au vote unique non transférable dans le cadre des 47 préfectures du Japon, les 100 restants étant élus au scrutin proportionnel de listes nationales.

## Composition

### Nombre de sièges
De sa création en 1947 jusqu'à 1983, la Chambre des conseillers est composée de 250 membres. Le nombre de ses sièges a ensuite évolué pour atteindre 252 de 1983 à 2001 avant d'être réduit à 247 en 2001 puis à 242 en 2004. Le nombre de sièges passe progressivement à 248 à partir de 2019.

### Système électoral
La Chambre des conseillers se compose de 248 sièges renouvelés par moitié tous les trois ans, pour des mandats de six ans. Ce total était de 242 avant un amendement de la loi électorale votée en juillet 2018, qui échelonne une augmentation progressive à 248 sièges. Les renouvellements de 2019 et de 2022 se voient chacun attribués trois sièges supplémentaires à pourvoir, soit 124. La chambre de 2019 sera ainsi exceptionnellement composée d'un total de 245 sièges jusqu'aux élections suivantes.
Les 124 sièges sont par ailleurs pourvus selon un système de scrutin parallèle. 74 sièges le sont à la majorité simple, dont 33 sièges au scrutin uninominal majoritaire à un tour dans autant de circonscriptions électorales, et 41 au vote unique non transférable dans treize circonscriptions de deux à cinq sièges chacune. Les circonscriptions utilisées correspondent aux préfectures du pays, à l'exception de deux regroupements de deux préfectures chacun, créés en 2015.
Enfin, les 50 sièges restant sont pourvus au scrutin proportionnel plurinominal de liste dans une unique circonscription nationale, répartis selon la méthode D'Hondt. Les électeurs ont la possibilité d'effectuer un vote préférentiel pour l'un des candidats de la liste pour laquelle ils votent, afin de faire monter sa place dans celle-ci.

#### Historique
De 1947 à 1980 — les élections tenues cette année-là incluses —, le système électoral était unique, les conseillers étant élus au vote unique non transférable dans 48 circonscriptions dont 150 au niveau des 47 préfectures et 100 dans une circonscription nationale. Chaque électeur votait ainsi pour deux candidats, l'un préfectoral, l'autre national. La réforme électorale de 1980 a introduit un système mixte : environ 3/5 sont élus au vote unique non transférable dans les 47 préfectures (ils sont 146 sur 242 depuis 2004) et les quelque 2/5 restant le sont à la proportionnelle nationale de liste (ils sont 96 sur 242 depuis 2004). Pour ce dernier scrutin, le système se faisait à listes bloquées jusqu'en 2001, et depuis lors se déroule au vote préférentiel.

### Répartition des sièges
La répartition par préfectures des conseillers élus au vote unique non transférable est la suivante :
| Préfecture          | Sièges |
| ------------------- | ------ |
| Aichi               | 6      |
| Akita               | 2      |
| Aomori              | 2      |
| Chiba               | 6      |
| Ehime               | 2      |
| Fukui               | 2      |
| Fukuoka             | 4      |
| Fukushima           | 4      |
| Gifu                | 4      |
| Gunma               | 2      |
| Hiroshima           | 4      |
| Hokkaidō            | 4      |
| Hyōgo               | 4      |
| Ibaraki             | 4      |
| Ishikawa            | 2      |
| Iwate               | 2      |
| Kagawa              | 2      |
| Kagoshima           | 2      |
| Kanagawa            | 6      |
| Kōchi               | 2      |
| Kumamoto            | 2      |
| Préfecture de Kyoto | 4      |
| Mie                 | 2      |
| Miyagi              | 4      |
| Miyazaki            | 2      |
| Nagano              | 4      |
| Nagasaki            | 2      |
| Nara                | 2      |
| Niigata             | 4      |
| Ōita                | 2      |
| Okayama             | 2      |
| Okinawa             | 2      |
| Préfecture d'Osaka  | 6      |
| Saga                | 2      |
| Saitama             | 6      |
| Shiga               | 2      |
| Shimane             | 2      |
| Shizuoka            | 4      |
| Tochigi             | 2      |
| Tokushima           | 2      |
| Préfecture de Tokyo | 10     |
| Tottori             | 2      |
| Toyama              | 2      |
| Wakayama            | 2      |
| Yamagata            | 2      |
| Yamaguchi           | 2      |
| Yamanashi           | 2      |

### Composition actuelle
Dans la législature commencée aux élections de 2025, la Chambre des conseillers est composée des groupes politiques suivants :
| Groupe politique | Groupe politique                                                                            | Membres |
| ---------------- | ------------------------------------------------------------------------------------------- | ------- |
|                  | Parti libéral-démocrate                                                                     | 100     |
|                  | Parti démocrate constitutionnel, Parti social-démocrate et indépendants                     | 42      |
|                  | Parti démocrate du peuple et Shin-Ryokufūkai                                                | 25      |
|                  | Kōmeitō                                                                                     | 21      |
|                  | Parti japonais de l'innovation et Association pour la réalisation de l'instruction gratuite | 19      |
|                  | Sanseitō                                                                                    | 15      |
|                  | Parti communiste japonais                                                                   | 7       |
|                  | Reiwa Shinsengumi                                                                           | 6       |
|                  | Vent d'Okinawa (Parti socialiste d'Okinawa, indépendants)                                   | 2       |
|                  | Parti conservateur                                                                          | 2       |
|                  | Indépendants                                                                                | 9       |
| Sièges vacants   | Sièges vacants                                                                              | 0       |
| Total            | Total                                                                                       | 248     |

## Organisation

### Présidence
Les membres de la Chambre des conseillers élisent en leur sein, pour un mandat de 3 ans, un président et un vice-président, à bulletin secret et éventuellement par deux tours de scrutin. Bien que ces deux officiels de la chambre soient issus d'une formation politique constituée en groupe au sein de l'assemblée, ils siègent, pendant la durée de l'exercice de leur mandat, comme indépendants.
Le président de la Chambre des conseillers (参議院 議長, Sangi'in gichō) dirige les séances de la Chambre des conseillers ainsi que celles des assemblées communes des deux chambres de la Diète en l'absence du président de la Chambre des représentants. Il participe à l'établissement de l'ordre du jour et est consulté par le Premier ministre lorsque celui-ci désire convoquer une session extraordinaire du Parlement. Le président actuel depuis le 11 novembre 2024 Masakazu Sekiguchi membre du Parti libéral-démocrate.
Le vice-président de la Chambre des conseillers (参議院 副議長, Sangi'in fukugichō) supplée le président et dirige les séances plénières de l'assemblée en absence de ce dernier. Le vice-président actuel est Tetsuro Fukuyama, membre du Parti démocrate constitutionnel depuis le 1er août 2025. 

### Commissions
La Chambre des conseillers, comme la Chambre des représentants, comporte un certain nombre de commissions qui organisent le travail parlementaire. Elles sont de trois types : permanentes, spéciales et de recherche.

#### Commissions permanentes
Leur existence est, comme leur nom l'indique, permanente : il s'agit de l'ensemble des commissions sectorielles ordinaires qui discutent des projets et propositions de loi avant de les présenter devant l'assemblée. Le champ de compétence de chacune d'entre elles correspond plus ou moins à un secteur ministériel du Cabinet. 
Elles sont au nombre de 17 :
| Commission                                                  | Président                  |
| ----------------------------------------------------------- | -------------------------- |
| Commission du Cabinet                                       | Kimi Onoda (PLD)           |
| Commission des affaires générales                           | Masahito Ozawa (PDC)       |
| Commission des affaires judiciaires                         | Masaaki Taniai (Kōmeitō)   |
| Commission des affaires étrangères et de la Défense         | HMasaru Miyazaki (Kōmeitō) |
| Commission des affaires financières                         | Yoichi Miyazawa (PLD)      |
| Commission de l'éducation, de la culture et des sciences    | Kenji Katsube (PDC)        |
| Commission de la santé, des affaires sociales et du travail | Akiko Honda (PLD)          |
| Commission de l'agriculture, des forêts et de la pêche      | Shouji Maitachi (PLD)      |
| Commission de l'économie et de l'industrie                  | Tetsuji Isozaki (PDP)      |
| Commission du territoire et des transports                  | Hiroyuki Konishi (PDC)     |
| Commission de l'environnement                               | Shigeharu Aoyama (PLD)     |
| Commission des politiques nationales fondamentales          | Hitoshi Asada (Ishin)      |
| Commission du budget                                        | Yusuke Nakanishi (PLD)     |
| Commission de l'audit                                       | Satsuki Kayatama (PLD)     |
| Commission du contrôle de l'administration                  | Michiya Haga (PDP)         |
| Commission des règles et de l'administration                | Takao Makino (PLD)         |
| Commission de la discipline                                 | Manabu Matsuda (Sanseitō)  |

#### Commissions spéciales
Créées de manières extraordinaires, et n'ayant pas vocation à être permanentes, ces commissions s'occupent du suivi de dossiers particuliers. Il y en a sept au 1er août 2025:
| Commission spéciale | Président                |
| --- | ------------------------ |
| Commission spéciale aux catastrophes                                                                                                | Daisaku Hiraki (Kōmeitō) |
| Commission spéciale sur l'aide publique au développement et les questions connexes, ainsi que sur Okinawa et les problèmes du Nord. | Hiroe Makiyama (PDC)     |
| Commission spéciale sur la réforme politique                                                                                        | Toshiharu Furukawa (PLD) |
| Commission spéciale sur le problème des Enlèvements de citoyens japonais par la Corée du Nord et les questions connexes             | Shimpei Matsushita (PLD) |
| Commission spéciale sur la revitalisation régionale et formation d'une société numérique                                            | Taro Yamada (PLD)        |
| Commission spéciale sur les affaires de la consommation                                                                             | Akira Ishii (Ishin)      |
| Commission spéciale sur la reconstruction après le grand tremblement de terre à l'est du Japon                                      | Kazuya Shimba (PDP)      |

#### Commissions d'enquêtes
Il existe actuellement trois commissions d'enquêtes au sein de la Chambre des conseillers au 1er août 2025 :
| Commission d'enquête                                   | Président                 |
| ------------------------------------------------------ | ------------------------- |
| CCommission d'enquête sur la Constitution              | Hiroyuki Nagahama (PDC)   |
| Commission d'enquête pour le contrôle du renseignement | Haruko Arimura (PLD)      |
| Commission d'enquête sur l'éthique politique           | Yoshifumi Matsumura (PLD) |

## Installations

### Salle des séances
Les conseillers siègent dans l'ancienne salle des séances de la chambre des pairs, au premier étage de l'aile nord (ou droite) du Bâtiment de la Diète au 1-7-1 Nagata-chō, Chiyoda-ku, Tōkyō-to.
Surplombé d'un plafond de verre ornant le toit du palais, cette salle consiste en un hémicycle de 458 sièges, à quoi s'ajoutent, au sommet de la tribune qui leur fait face, le siège du président de la chambre avec à ses côtés celui du secrétaire général, ainsi que, de part et d'autre, 58 autres sièges réservés aux membres du Cabinet et au personnel administratif de l'assemblée. Les 460 sièges alloués aux élus sont donc largement supérieurs au nombre effectif de conseillers (qui occupent ainsi un peu plus de la 1/2 des places disponibles) mais nettement inférieurs aux 722 parlementaires de la Diète qui se réunissent au moins deux fois par an (lors des cérémonies d'ouverture et de clôture de la session ordinaire du Parlement, respectivement en janvier et octobre, à quoi s'ajoutent éventuellement celles des sessions extraordinaires et les discours réalisés devant eux par des chefs d'État étrangers) dans cette salle. À ces occasions, 262 parlementaires restent donc debout sur les côtés et dans les allées qui séparent les travées.
Enfin, elle est la seule salle parlementaire à disposer, en dessous d'un dais placé à l'arrière de la tribune parlementaire et généralement dissimulé par un rideau, d'un trône duquel l'empereur du Japon assiste aux cérémonies d'ouverture et de clôture des sessions parlementaires.

### Salles des commissions et bureau présidentiel
Il existe 6 salles de réunion des commissions de la Chambre des conseillers au 2e et dernier étage de l'aile nord du Bâtiment de la Diète. Les autres salles réservées aux commissions sont situées dans un bâtiment annexe, voisin du Bâtiment dans la prolongation de l'aile nord.
Le bureau du président, adossé à une salle de réception réservée à ce dernier lorsqu'il rencontre des personnalités et notamment les chefs d'État étrangers, ainsi que le bureau du vice-président sont quant à eux situés directement derrière la salle des séances, au 1er étage.

### Bureaux des Conseillers
Chaque élu de la Chambre dispose d'un bureau situé dans un bâtiment spécialement réservé à cet effet, situé à côté des deux bâtiments de bureau des membres de la Chambre des représentants, derrière le Bâtiment de la Diète, en face de son aile nord. Son adresse exacte est le 2-1-1 Nagata-chō, Chiyoda-ku, Tōkyō-to. Il est relié au Bâtiment de la Diète par des passages souterrains passant en dessous de la route séparant la rangée des bâtiments de bureaux des parlementaires et le Bâtiment.

### Résidence officielle du président de la Chambre des conseillers
Le président de la Chambre des conseillers dispose d'une résidence officielle appartenant à l'État, voisine de celle du président de la Chambre des représentants au nord-ouest du Bâtiment de la Diète et au bord de la route 246. Son adresse officielle est le 2-18-2 Nagata-chō, Chiyoda-ku, Tōkyō-to.

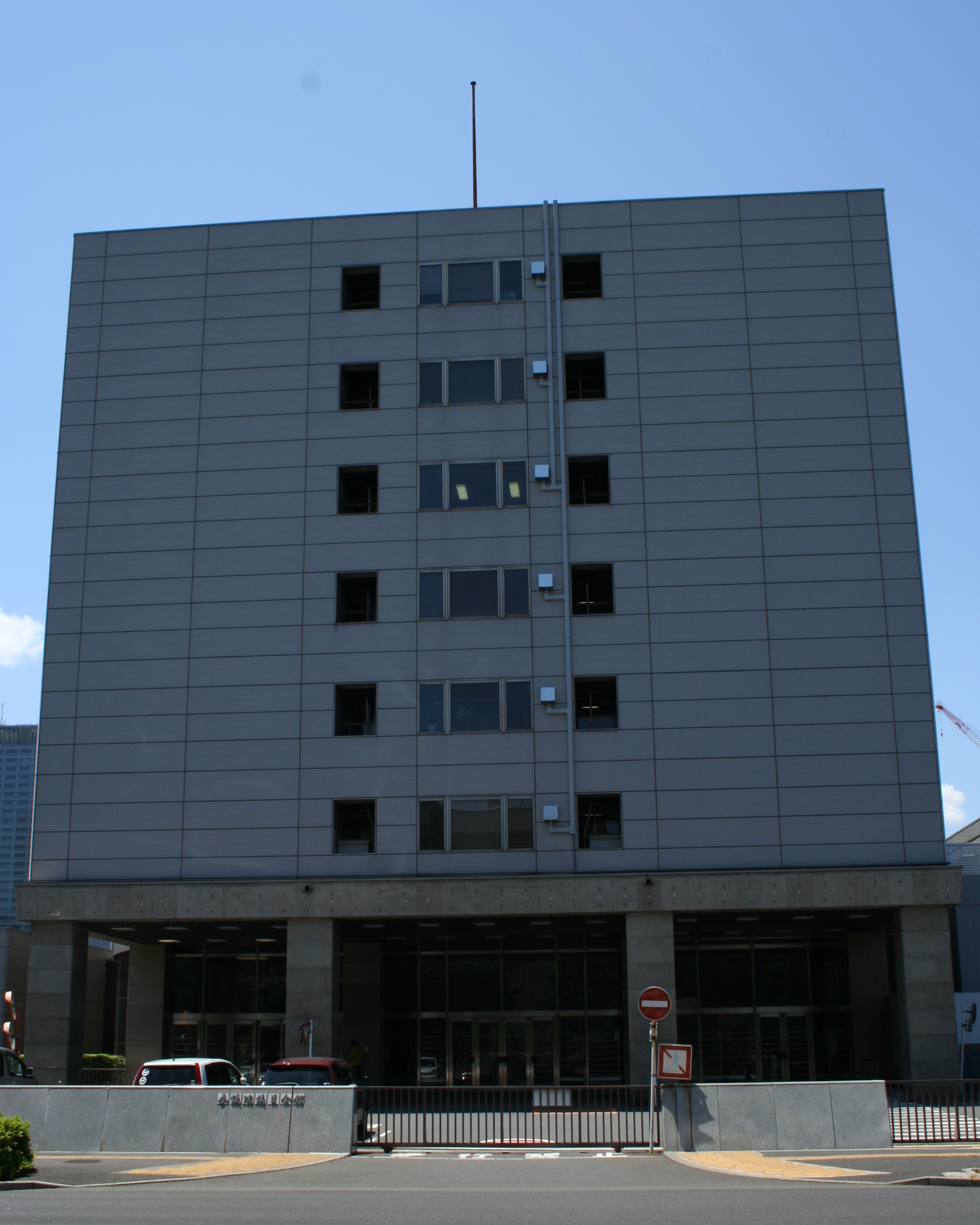
Bâtiment des bureaux des Conseillers
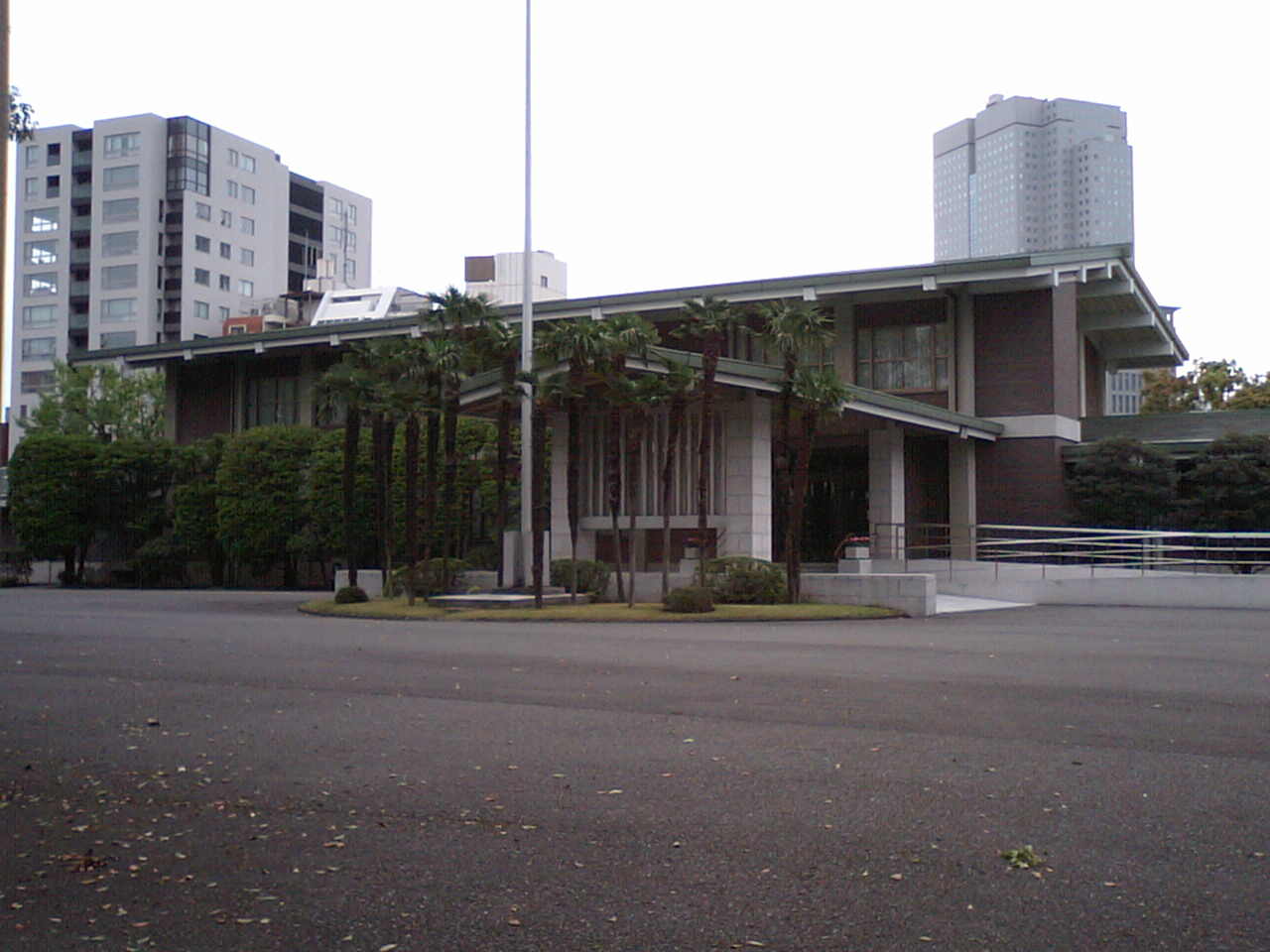
Résidence officielle du président de la Chambre des conseillers